# Cigano (filme)
Cigano é uma curta-metragem portuguesa realizada por David Bonneville e subsidiada pelo Ministério da Cultura / ICA / RTP e produzida pela David & Golias .
O filme esteve nomeado no festival norte-americano South by Southwest (SXSW) e foi um dos cinco Golden Starfish do Hamptons International Film Festival.

## Prémios e nomeações
Palma de Ouro no Mexico Int. Film Festival, Golden Cat para Melhor Filme de Ficção Internacional no Izmir Film Festival; Medalha de Ficção no Faro Short Film Festival; Prémio de Melhor Ficção no Elche Festival de Cine, Valencia; Prémio do Público para Melhor Curta-Metragem no QueerLisboa18; Prémio de Melhor Representação para Tiago Aldeia e Jaime Freitas e Prémio de Melhor Fotografia para Vasco Viana no Toronto WildSounds Film Festival, Prémio de Melhor Realizador (David Bonneville) e Melhor Ator (Tiago Aldeia) na Gala de Prémios Anuais Shortcutz Viseu; Prémio de Melhor Actor para Jaime Freitas no Festival Caminhos do Cinema Português, etc.)